# Eparquía de Mar Addai de Toronto
La eparquía caldea de Mar Addai de Toronto (en latín: Eparchia Sancti Addai in urbe Torontina y en inglés: Chaldean Catholic Eparchy of Mar Addai of Toronto) es una circunscripción eclesiástica caldea de la Iglesia católica en Canadá, inmediatamente sujeta a la Santa Sede. La eparquía tiene al obispo Robert Saeed Jarjis como su ordinario desde el 11 de septiembre de 2021.

## Territorio y organización
La eparquía extiende su jurisdicción sobre los fieles católicos caldeos residentes en todo el territorio de Canadá.
La sede de la eparquía se encuentra en la ciudad de Toronto (en el barrio de North York), en donde se halla la Catedral del Buen Pastor.
En 2019 en la eparquía existían 10 parroquias:
- The Good Shepherd Chaldean Church en Toronto, Ontario
- Église Chaldéenne Catholic St Martyrs d'Orient en Montreal, Quebec
- St. Joseph Chaldean Catholic Church en London, Ontario
- Sacred Heart Chaldean Parish en Saskatoon, Saskatchewan
- Mar Oraha Chaldean Catholic Church en Kitchener, Ontario
- The Holy Family Chaldean Catholic Church en Windsor, Ontario
- St. Thomas the Apostle Chaldean Catholic Church en Hamilton, Ontario
- Sts. Peter and Paul Chaldean Catholic Mission en Vancouver, Columbia Británica
- St. Peter's Chaldean Catholic Church en Oakville, Ontario
- Saint Mary Chaldean Catholic Parish en Calgary, Saskatchewan

## Historia
La eparquía fue erigida el 10 de junio de 2011 mediante la bula Qui regimen del papa Benedicto XVI.

Qui regimen exercemus universae catholicae Familiae, curam adhibere non omittimus de singulis Ecclesiis toto terrarum orbe constitutis. Itaque Filiis Nostris de ritu Chaldaico consulere exoptantes, qui labente temporis cursu, varias ob necessitudines propriis regionibus relictis, novam residentiae et operis sedem in hospitalibus Canadae terris invenerunt, bene fieri censuimus, si, iuxta preces Congregationis pro Ecclesiis Orientalibus nova inibi circumscriptio ecclesiastica pro illis constitueretur. Qua re, praehabito consilio Venerabilis Fratris Nostri Patriarchae Babylonensis Chaldaeorum, una cum eius Synodo, itemque annuente Conferentia Canadae Episcoporum, necnon audito Venerabili Fratre Petro López Quintana, Archiepiscopo titulo Acropolitano atque in ea Natione Nuntio Apostolico, aliisque quorum interest, Apostolica Nostra ex potestate, pro fidelibus Chaldaici ritus in Canada commorantibus novam eparchiam Sancti Addai in urbe Torontina condimus cuiusque eparchialem sedem Toronti ponimus, cum omnibus iuribus et obligationibus tali novae condicioni inhaerentibus, ad normam Canonum Ecclesiarum Orientalium Codicis, Quae iussimus ad effectum rite adducantur deque absoluto negotio sueta documenta exarentur et Congregationi pro Ecclesiis Orientalibus mittantur. Hanc denique Apostolicam Constitutionem iugiter ratam esse volumus, contrariis rebus nihil obstantibus.

Desde 1993 la cura pastoral de los caldeos en Canadá era confiada al arzobispo Hanna Zora en calidad de responsable de la comunidad de Toronto, bajo la jurisdicción de la arquidiócesis de Toronto.

## Estadísticas
De acuerdo al Anuario Pontificio 2020 la eparquía tenía a fines de 2019 un total de 30 000 fieles bautizados.
| Año                                                                             | Población            | Población | Población      | Sacerdotes | Sacerdotes    | Sacerdotes    | Bautizados por sacerdote | Diáconos permanentes | Religiosos | Religiosos | Parroquias |
| Año                                                                             | Bautizados católicos | Total     | % de católicos | Total      | Clero secular | Clero regular | Bautizados por sacerdote | Diáconos permanentes | Varones    | Mujeres    | Parroquias |
| ------------------------------------------------------------------------------- | -------------------- | --------- | -------------- | ---------- | ------------- | ------------- | ------------------------ | -------------------- | ---------- | ---------- | ---------- |
| 2012                                                                            | 18 500               |           |                | 7          | 7             |               | 2642                     | 75                   | 40         |            | 8          |
| 2013                                                                            | 18 668               |           |                | 7          | 7             |               | 2666                     | 40                   |            |            | 8          |
| 2016                                                                            | 31 716               |           |                | 1          | 1             |               | 31 716                   | 106                  | 2          |            | 11         |
| 2019                                                                            | 30 000               |           |                | 5          | 4             | 1             | 6000                     | 4                    | 1          |            | 10         |
| Fuente: Catholic-Hierarchy, que a su vez toma los datos del Anuario Pontificio. |                      |           |                |            |               |               |                          |                      |            |            |            |

## Episcopologio
- Hanna Zora † (10 de junio de 2011-3 de mayo de 2014 retirado)[5]
  - Daoud Baffro (3 de mayo de 2014-15 de enero de 2015) (administrador apostólico sede vacante et ad nutum Sanctae Sedis)
- Emmanuel Hana Shaleta (15 de enero de 2015-9 de agosto de 2017 nombrado eparca de San Pedro el Apóstol en San Diego)[6]
- Bawai Soro, desde el 31 de octubre 2017-11 de septiembre de 2021 renunció)
- Robert Saeed Jarjis, desde el 11 de septiembre de 2021